# Douglas West
Pour les articles homonymes, voir West.
Douglas Brent West, né le 14 novembre 1953 à Queens (New York), est un mathématicien américain, spécialiste en théorie des graphes. Il est professeur émérite à l'université de l'Illinois à Urbana-Champaign. 

## Biographie
Il a obtenu son Ph. D. au Massachusetts Institute of Technology en 1978 sous la supervision de  Daniel Kleitman. Il est professeur assistant à l'université de Princeton (1979–82), puis professeur assistant (1982–85), associé (1985–91), titulaire (1991-2011), émérite depuis 2011, tout à l'université de l'Illinois à Urbana-Champaign. 
Il est la lettre « W » dans le nom G. W. Peck, pseudonyme pour un groupe de six mathématiciens qui comprend Ronald Graham, Douglas West, George B. Purdy, Paul Erdős, Fan Chung et Daniel Kleitman.  Il est rédacteur en chef de la revue Discrete Mathematics.

## Publications (sélection)

### Livres
- Combinatorial Mathematics, Cambridge University Press, juillet 2020, xx+969 (ISBN 978-1-107-05858-3, présentation en ligne).
- Introduction to Graph Theory, Prentice Hall, 1996, 2001, 2e éd. (ISBN 0-13-014400-2).
- avec John P. D'Angelo, Mathematical Thinking: Problem-Solving and Proofs, Prentice Hall, 1999, 2e éd. (ISBN 0-13-014412-6).

### Articles de recherche
Auteur ou coauteur de plus de 230 articles.
- Yuanrui Feng, Douglas B. West et Yan Yang, « Upper bounds for bar visibility of subgraphs and n-vertex graphs », Discrete Applied Mathematics, vol. 283,‎ 2020, p. 272–274 (DOI 10.1016/j.dam.2020.01.011)
- Daniel J. Kleitman et Douglas B. West, « Spanning Trees with Many Leaves », SIAM Journal on Discrete Mathematics, vol. 4, no 1,‎ 1991, p. 99–106 (DOI 10.1137/0404010)
- Douglas B. West, « A class of solutions to the gossip problem, part I », Discrete Mathematics, vol. 39, no 3,‎ 1982, p. 307–326 (DOI 10.1016/0012-365X(82)90153-4), « part II », Discrete Mathematics, vol. 40, no 1,‎ 1982, p. 87–113 (DOI 10.1016/0012-365X(82)90191-1), « part III », Discrete Mathematics, vol. 40, nos 2-3,‎ 1982, p. 285–310 (DOI 10.1016/0012-365X(82)90128-5)
- Edward R Scheinerman et Douglas B West, « The interval number of a planar graph: Three intervals suffice », Journal of Combinatorial Theory, Series B, vol. 35, no 3,‎ 1983, p. 224–239 (DOI 10.1016/0095-8956(83)90050-3)